# Бердск (станция)
Бердск — станция Новосибирского отделения Западно-Сибирской железной дороги, расположенная на линии Новосибирск — Барнаул в городе Бердске Новосибирской области.
Открыта в 1914 году в 9 км от одноименного села. С 9 февраля 1944 года, когда рабочий посёлок Бердск получил статус города областного подчинения, железнодорожная станция Бердск вошла в городскую черту. В 1957 году сюда был перенесён сам город, оказавшийся в зоне затопления Новосибирского водохранилища.
Через станцию идут составы в следующих направлениях: Красноярск, Чита, Бишкек, Барнаул, Алма-Ата, Новый Уренгой, Усть-Каменогорск, Бийск. Основные грузы: строительные материалы и металлоконструкции, лом черных металлов, лес, уголь и нефтепродукты. Ходит электропоезд до Новосибирска.

## Коммерческие операции, выполняемые на станции
- Приём/выдача повагонных и мелких отправок (подъездные пути)
- Продажа пассажирских билетов
- Приём, выдача багажа